# Наёмники в Родезии
Наёмники в Родезии — иностранные участники Родезийской войны 1965—1979 годов, не являвшиеся жителями Родезии (современное Зимбабве).

## На стороне правительства
В Родезийских силах безопасности был весомый процент европеоидных наёмников из Западной Европы, ЮАР и США. Наиболее ценились американские ветераны Вьетнамской войны.
Иностранцы служили в сухопутных частях, спецназе и ВВС. В Родезийской лёгкой пехоте сражалось особенно много немцев и датчан. В 1-м батальоне территориального Родезийского полка в октябре 1977 года при содействии известного военного авантюриста Боба Денара сформирована 7-я отдельная французская рота под командованием отставного майора Ласопсьона из 11-го ударного парашютного полка армии Франции, который до этого служил в личной гвардии президента Габона Омара Бонго. Его заместителями стали майор Лавиола (бывший сержант Иностранного легиона) и чернокожий антилец капитан Туми — первый чёрный офицер в родезийской армии. Рота была распущена уже в мае 1978 года.
Африканеров из соседней ЮАР в войсках было не много, что было обусловлено давней враждой между бурами и англичанами (см. Первая англо-бурская война и Вторая англо-бурская война). Однако значительный вес имели американцы и британцы. Примечательно, что порядка 1500 граждан США завербовались через журнал «Солдат удачи».
Иностранные боевики заключали с родезийским правительством контракт на три года. Ежемесячный оклад составлял 40 фунтов стерлингов, но по мере интенсификации боевых действий сумма увеличилась до 800 долларов, а в некоторых случаях до 3 тысяч.

## На стороне повстанцев
В мае 1975 года наёмник Джон Бэнкс был вызван на беседу к британским силовикам и получил от них возможность заработать. Ему предложили на выбор две миссии: провести военный переворот в Нигерии либо организовать отряд для поддержки оппозиционных группировок чернокожих в Родезии. Поскольку первое Бэнкс считал трудно выполнимым, то согласился на второе. Ему предстояла задача собрать группу иностранных наёмников, которые с территории соседней Замбии проводили бы атаки на родезийцев.
Бэнкс получил задание сформировать в течение месяца три эскадрона коммандос по 110 человек в каждом и эскадрон тыловой поддержки. На миссию британцы выделили 2 млн фунтов стерлингов. Каждый наёмник должен был получать 150 фунтов в неделю, офицер — 500 фунтов. Страховка — 25 тысяч, предусматривались бонусы за ранения, смерть и за храбрость в бою.
На собеседовании с кандидатами в группу вербовщик заявил прямо: «Те, у кого имеются сомнения по поводу войны против белых поселенцев на стороне чёрных партизан, пожалуйста, покиньте помещение». Ушло всего несколько человек из 120 пришедших. Каждый прошёл индивидуальную беседу, предъявил паспорт, справки о прививках, свидетельство об увольнении из армии. Все написали завещания и составили страховки. Таким образом, к середине июля было завербовано 200 наёмников и сформирован первый эскадрон — 15 взводов по четыре бойца в каждом.
Однако из-за одного происшествия ни в одну боевую операцию силы Бэнкса не вышли. 25 июля отряд из 14 бойцов, первыми приехавшими в Замбию, собрался в отеле Skyline в Хитроу. Им за счёт нанимателя предоставили алкоголь и поесть. Иностранные боевики переборщили со спиртным, перессорились и устроили драку в номере. Администрация отеля вызвала полицию. Хоть Бэнксу удалось замять инцидент, заказчик узнал об этом и немедленно отменил миссию.